# Ségolène Royal
Pour les articles homonymes, voir Royal.
Ségolène Royal (/seɡolɛn ʁwajal/ ), née Marie Ségolène Royal le 22 septembre 1953 à Dakar (Sénégal), est une haute fonctionnaire et femme politique française.
Membre du Parti socialiste, conseillère du président François Mitterrand dans les années 1980, elle est députée de la deuxième circonscription des Deux-Sèvres de 1988 à 2007. Ministre de l'Environnement dans le gouvernement Pierre Bérégovoy, elle est ensuite nommée ministre de l'Enseignement scolaire, puis de la Famille, par Lionel Jospin lors de la troisième cohabitation. En 1995, elle perd les élections municipales de Niort. Elle préside le conseil régional de Poitou-Charentes de 2004 à 2014. Elle est de 1978 à 2007 en couple avec François Hollande, avec qui elle a quatre enfants.
En 2007, Ségolène Royal est la première femme française à accéder au second tour d'une élection présidentielle, mais elle est battue par Nicolas Sarkozy, récoltant 46,94 % des suffrages exprimés. En 2008, elle est défaite de justesse par Martine Aubry lors de l'élection à la fonction de premier secrétaire du Parti socialiste. Elle finit quatrième au premier tour de la primaire socialiste de 2011, puis est battue aux élections législatives de 2012 dans la première circonscription de la Charente-Maritime.
Dans les gouvernements Manuel Valls et Bernard Cazeneuve, entre 2014 et 2017, elle est ministre de l'Environnement, de l'Énergie et de la Mer. Elle quitte ensuite le PS et se voit nommée par Emmanuel Macron ambassadrice chargée de la négociation internationale pour les pôles arctique et antarctique, une fonction dont elle est démise en 2020 en raison de ses critiques envers la politique de l’exécutif. L’année suivante, elle est battue aux élections sénatoriales pour les Français établis hors de France.

## Situation personnelle

### Origines familiales
Marie Ségolène Royal, est issue du mariage en 1949 de Jacques Royal (1920-1981),, lieutenant-colonel d'artillerie de marine, et de Hélène Dehaye (1924-2019), ; le couple a huit enfants en neuf ans : Odette, Nicole, Gérard, Ségolène, Antoine, Paul, Henry et Sigisbert. Son frère Gérard, militaire au Service Action de la DGSE, participera à l'opération Rainbow Warrior.
Par son père, elle est la petite-fille du général de brigade du 44e régiment d'artillerie Florian Auguste Émile Royal et de Marie-Thérèse Carage.
Par sa mère, elle est la petite-fille de Jean Henri Léonard Dehaye - connu sous son deuxième prénom - et de Jeanne Simon-Boisliboult.
Un cousin, Benoît Royal, est général dans la deuxième section. Il est l'auteur du livre l'Éthique du soldat français, paru en 2008. Une cousine, Anne-Christine Royal, a été membre du comité central du Front national.

### Enfance et études secondaires
De 1960 à 1963, la famille habite en Martinique, en raison d'une affectation de son père. Ségolène Royal est alors élève du pensionnat Saint-Joseph de Cluny, à Fort-de-France[réf. obsolète].
À son retour en métropole en 1963, la famille Royal s'installe dans le village de Chamagne, près d'Épinal (Vosges), dont elle est originaire. Hélène Dehaye, ne supportant plus l'autorité de son mari sur elle et ses enfants, quitte le domicile familial, avec l'assentiment de ceux-ci, qui rompent tout contact avec leur père,,. Hélène Dehaye fait des ménages, avant de recevoir un héritage de ses parents,.
Après avoir effectué son premier cycle secondaire à Charmes (Vosges) et à Nancy (Cours Notre-Dame), Marie Ségolène Royal, réputée élève studieuse, entre au lycée privé Notre-Dame d'Épinal, où elle obtient un baccalauréat B en 1971. Pendant l'été 1971, elle est jeune fille au pair à Dublin (Irlande).

### Études supérieures
Elle obtient une licence de sciences économiques à l'université Nancy-II, puis, après avoir été élève au Centre universitaire d'études politiques (CUEP), elle entre à l'Institut d'études politiques de Paris, dont elle sort diplômée en 1975 (section Service public).
Après une première tentative infructueuse, elle intègre l'École nationale d'administration. Pendant sa scolarité, elle fait un stage en Martinique. Elle sort, en 1980, 64e de sa promotion de l'ENA, la promotion Voltaire, où se trouvent notamment Frédérique Bredin, Jean-Marie Cambacérès, Henri de Castries, Renaud Donnedieu de Vabres, son futur conjoint François Hollande, Jean-Pierre Jouyet, Pierre Mongin, Michel Sapin et Dominique de Villepin,.

### Carrière professionnelle
À sa sortie de l’ENA, elle choisit un poste de conseiller au tribunal administratif de Paris,.
En 1994, bénéficiant du décret no 91-1197 du 27 novembre 1991, qui autorise une dispense de diplôme, de formation théorique et pratique et du CAPA les membres et anciens membres du corps des tribunaux administratifs, elle devient avocate au barreau de Paris — tout en siégeant à l'Assemblée nationale et au conseil général des Deux-Sèvres. Elle entre au cabinet Mignard, Teitgen, Grisoni & associés.
En septembre 2023, elle devient chroniqueuse de l'émission de télévision Touche pas à mon poste !.

### Vie privée et familiale

Ségolène Royal et François Hollande lors de la campagne présidentielle de 2007.

À la fin des années 1970, elle fait la connaissance de François Hollande, également de la promotion Voltaire (1980) de l'ENA. Elle se lie avec lui au cours d'un stage effectué dans une cité HLM de banlieue, « La Noé », à Chanteloup-les-Vignes. Le couple forme une union libre et a quatre enfants : Thomas (1984), qui est avocat, Clémence (1986), spécialiste en hépato-gastro-entérologie à Paris, Julien (1987), cinéaste, et Flora (1992), psychologue. Leur séparation est annoncée au soir du second tour des élections législatives de 2007, bien que Ségolène Royal ait réaffirmé la bonne entente au sein de son couple durant sa campagne présidentielle, jusqu'à évoquer l'éventualité d'un mariage et embrasser François Hollande en public lors d'un meeting à Limoges en mars.

## Parcours politique

### Débuts et ascension
En 1978, Ségolène Royal adhère au Parti socialiste (PS), à la section du 6e arrondissement de Paris, l'année de l'obtention de son diplôme de Sciences Po.
D'abord appelée au cabinet ministériel de Nicole Questiaux, elle est remarquée par Jacques Attali alors qu'elle est conseillère de tribunal administratif en disponibilité. De 1982 à 1984, sur proposition de Jacques Attali, elle est chargée de mission au secrétariat général de la présidence de la République pour suivre les questions de jeunesse et des sports. De 1984 à 1988, François Mitterrand lui confie les affaires sociales et l'environnement en remplacement de Yannick Moreau, partie diriger le cabinet de Jean-Pierre Chevènement, nouveau ministre de l'Éducation nationale. C'est à ce poste qu'elle prépare pour l'Élysée les sommets internationaux.
En 1983, pour se rapprocher de la résidence de sa mère à Villers-sur-Mer (Calvados), Ségolène Royal est conseillère municipale à Trouville-sur-Mer, sur une liste menée par le socialiste Gilbert Hurel ; la gauche ayant été défaite, elle devient conseillère municipale d'opposition. Elle est présente à 12 conseils municipaux sur 39. Visant les élections législatives de 1986, elle essuie le refus des socialistes bas-normands, notamment Louis Mexandeau. En recherche d'une implantation électorale plus porteuse, elle démissionne peu après du conseil municipal de Trouville-sur-Mer.
Le 21 mai 1988, alors que la scène est filmée, Ségolène Royal demande à François Mitterrand, le jour de l’investiture de celui-ci pour un second septennat au palais de l’Élysée, une circonscription dans laquelle elle pourrait se présenter lors des législatives du mois suivant,,. Elle obtient la deuxième circonscription des Deux-Sèvres, réputée difficile pour la gauche. Après une campagne de terrain, lors de laquelle elle promet aux agriculteurs une formation à la langue anglaise, elle est élue députée, avec 50,6 % des suffrages exprimés au second tour,.
Elle ne parvient cependant pas à devenir maire, sa dernière tentative datant de l'année 1995. Ayant obtenu l'investiture du Parti socialiste pour l'élection à Niort, elle échoue face au maire socialiste sortant, Bernard Bellec.

### Ministre du gouvernement Bérégovoy
Du 3 avril 1992 au 29 mars 1993, elle est ministre de l'Environnement dans le gouvernement Bérégovoy.
Ses lois remarquables concernent : le traitement et le recyclage des déchets (juillet 1992), avec un soutien aux technologies innovantes en la matière ; les nuisances sonores avec la loi-cadre de décembre 1992, avec la prévention du bruit des transports, dans les bâtiments publics (les cantines scolaires par exemple), les lieux de travail ; l'environnement avec la « reconquête des paysages » (janvier 1993). Elle veille à l'application de la loi sur l'eau votée peu de temps avant sa prise de fonction, à l'initiative de son prédécesseur, Brice Lalonde.
Son passage au gouvernement est marqué par une communication et une médiatisation importantes, ce qui lui attire des inimitiés dans la majorité. Par exemple, elle fait venir des journalistes dans sa chambre d'hôpital à la naissance de son quatrième enfant, Flora, pour montrer qu’il est possible de concilier maternité et responsabilités au plus haut niveau ; cela suscite un débat sur la séparation entre vie publique et vie privée.

### Ministre du gouvernement Jospin
Du 4 juin 1997 au 27 mars 2000, elle est ministre déléguée à l'Enseignement scolaire du gouvernement Lionel Jospin auprès du ministre de l'Éducation nationale, Claude Allègre. Elle affirmera par la suite avoir eu des relations de travail difficiles avec celui-ci.
En tant que ministre déléguée, elle aide les enfants défavorisés avec la relance des zones d'éducation prioritaire, la création de fonds sociaux et d'heures de soutien scolaire. Elle crée le contrat éducatif local et les itinéraires de découverte au collège. Elle lutte contre la pédophilie avec la circulaire de 1997, dite circulaire Royal. En matière de sécurité, elle défend les droits de l'enfant et lutte contre la violence à l'école. Dans le domaine de la santé et du handicap, elle rend disponible gratuitement la pilule du lendemain dans les lycées et favorise la scolarisation des enfants handicapés avec le lancement du plan « Handiscol ».
En 1998, elle perd son siège de conseillère générale des Deux-Sèvres.
Du 27 mars 2000 au 27 mars 2001, elle est ministre déléguée à la Famille et à l'Enfance auprès de la ministre de l'Emploi et de la Solidarité, Martine Aubry puis Élisabeth Guigou. Du 28 mars 2001 au 5 mai 2002, elle est ministre déléguée à la Famille, à l'Enfance et aux Personnes handicapées auprès de la ministre de l'Emploi et de la Solidarité, Élisabeth Guigou. Ses mesures notables sont la réforme de la loi sur l'autorité parentale et de l'accouchement sous X, la création du Conseil national d'accès aux origines personnelles (CNAOP), et le congé de paternité.

### Députée des Deux-Sèvres
Elle est réélue députée dans la 2e circonscription des Deux-Sèvres en 1993, 1997 et 2002.
Le journaliste politique Alain Duhamel lui a prêté l'intention de se présenter à l'élection présidentielle de 1995.
Après la dissolution de 1997, Ségolène Royal continue à avoir recours aux services de trois collaboratrices lors des élections législatives. Deux d'entre elles saisissent la justice pour le non-paiement de leurs salaires de juin et juillet 1997. Elles obtiennent en 1999 une condamnation de Ségolène Royal à un rappel de salaires de trois semaines sur les trois mois demandés. Elles portent également plainte au pénal pour « recours au travail clandestin » : le 10 avril 2008, la cour d'appel de Rennes condamne Ségolène Royal au versement des salaires non payés, arguant notamment d'un licenciement « sans cause réelle et sérieuse » ; cette condamnation devient définitive avec le rejet du pourvoi de Ségolène Royal par la chambre sociale de la Cour de cassation,.
D'après l'hebdomadaire L'Express, elle se classe au 469e rang des 577 députés les plus actifs, avec huit interventions en séance. Elle a aussi présenté deux propositions de loi, alors que la moyenne dans l'assemblée est de six.
Aux élections législatives de 2007, elle ne brigue pas un nouveau mandat de députée au titre du principe de non-cumul des mandats, qu'elle prône. La socialiste Delphine Batho lui succède.

### Élections municipales de 1995 à Niort
En 1995, Ségolène Royal souhaite conduire la liste soutenue par le Parti socialiste aux élections municipales à Niort (Deux-Sèvres). Elle perd cependant la primaire interne à six voix près face à Alain Baudin, soutenu par le maire sortant, Bernard Bellec ; mais le conseil fédéral du PS — présidé par Ségolène Royal elle-même — gèle aussitôt ce vote et Ségolène Royal est finalement investie comme tête de liste socialiste sur décision des instances nationales. Au second tour des élections municipales, dans le cadre d'une triangulaire, celle-là est battue par la liste menée par le maire Bernard Bellec, qui se présentait en dissident PS.

### Présidente du conseil régional de Poitou-Charentes

#### Élections de 2004 et 2010

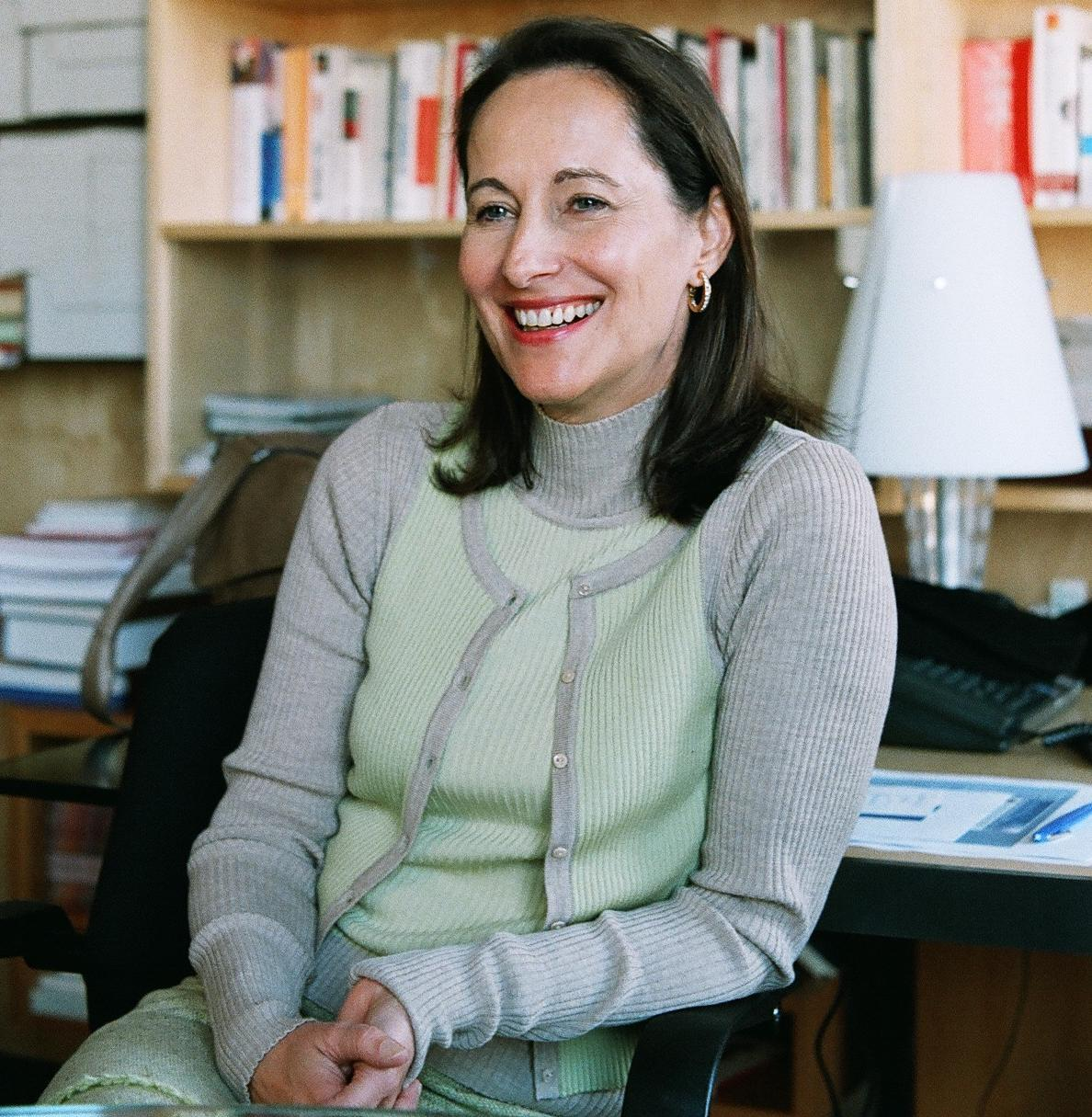
Ségolène Royal en 2006.

Aux élections régionales de 2004, la liste qu'elle conduit en Poitou-Charentes — le fief du Premier ministre Jean-Pierre Raffarin — l'emporte au second tour avec 55,10 % des voix, face notamment à la liste UMP d'Élisabeth Morin-Chartier (36,20 %).
Candidate à sa réélection aux élections régionales de 2010, elle présente une liste d'« ouverture », allant du PCF au MoDem en passant par des personnalités de la société civile,,,. Après fusion dans l'entre-deux tours avec la liste Europe Écologie, elle l'emporte au second tour avec 60,6 % des suffrages. Elle est réélue présidente de la région le 26 mars 2010.
Ségolène Royal est porte-parole de l'Association des régions de France de 2004 à 2010. Après avoir visé un temps la tête de l'ARF en juillet 2007, elle est élue le 28 octobre 2010 présidente de l'Association internationale des régions francophones (AIRF), qui regroupe 140 régions dans 26 pays à travers le monde.

#### Politique écologique et sociale
Elle appuie les « comités de bassins d'emploi », et l'aide aux salariés licenciés avec le contrat régional de sécurisation des parcours professionnels (CRSPP). Face à l'augmentation forte de certaines dépenses, elle procède fin 2012 à une augmentation de la taxe sur les cartes grises des véhicules,,.
En 2009, face à la recrudescence des grossesses non désirées de jeunes femmes et aux difficultés d'accès au planning familial en zones périphériques, Ségolène Royal met en place le « Pass-contraception », permettant un accès gratuit à une consultation chez un gynécologue, une sage-femme ainsi qu'à la pilule. Le gouvernement d'alors s'y oppose mais la mesure est mise en œuvre.
Pour la période 2009-2012, elle lance, avec la Banque européenne d'investissement, le « Plan énergie solaire », de plus de 400 millions d’euros d’investissements. Les priorités de ce plan sont le développement de la production d’énergie renouvelable avec l’installation de 650 000 m2 de panneaux photovoltaïques, le renforcement de l’autonomie énergétique des territoires, la création de 1 000 emplois sur l’ensemble du territoire régional et la réduction des gaz à effet de serre. En 2009, Ségolène Royal inaugure le lycée Kyoto, qui est le premier établissement scolaire d'Europe à fonctionner exclusivement avec des énergies renouvelables, et non avec des énergies fossiles,,.

#### Économie
Alors que le carrossier Heuliez rencontre des difficultés, Ségolène Royal promet pendant la campagne régionale de 2010 de redresser l'entreprise et de constituer une filière de la voiture électrique en Poitou-Charentes. Cette dernière société, Mia, voit entrer dans son capital la région Poitou-Charentes, fait inédit pour une collectivité locale. Mais le marché de la voiture électrique est moribond. Juste avant l'annonce de la liquidation judiciaire de Mia, prononcée en mars 2014, Ségolène Royal crée une société d'économie mixte pour sauver les derniers actifs de Mia et y injecte un million d'euros, en pure perte. Avec le soutien accordé à Eco&Mobilité (un autre fabricant de véhicules électriques de la région), Ségolène Royal a fait dépenser quelque 20 millions d'euros dans la filière de la voiture électrique qu'elle entendait bâtir. Cet échec s'ajoute alors à ses déclarations controversées sur General Electric, Alstom et l'écotaxe.
En février 2010, L'Expansion publie le classement des présidents de conseils régionaux selon la qualité de leur gestion : elle figure en 17e position sur 21 alors que Poitou-Charentes était classé 4e en 2004. Le magazine économique souligne que « la gestion de Ségolène Royal a été raisonnable sur les impôts mais moins sur les frais de personnels, les plus élevés de France »,.

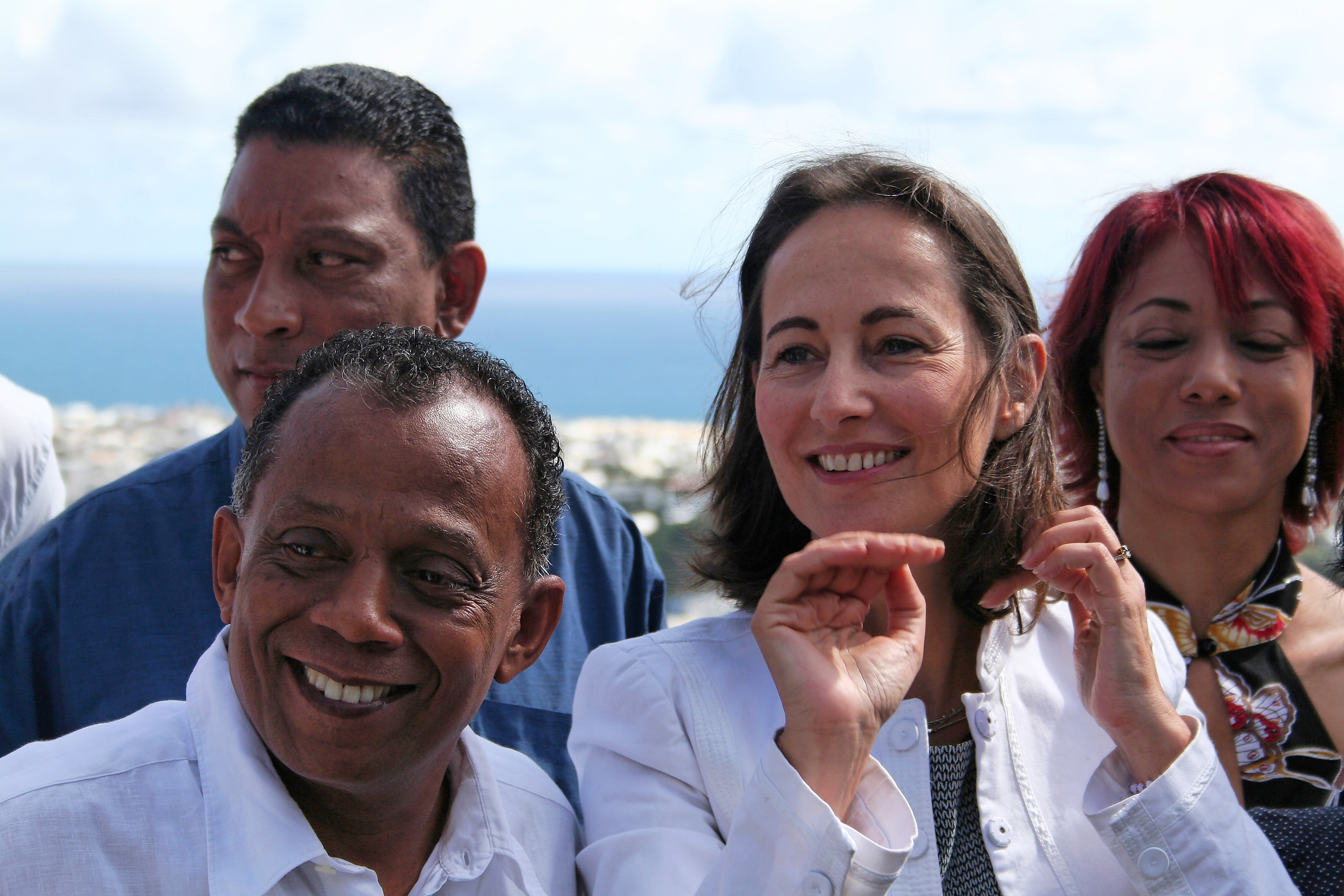
Ségolène Royal et Gilbert Annette en 2006.

Début 2016, le nouveau président du conseil régional de Nouvelle-Aquitaine, le socialiste Alain Rousset, fait état d'un mauvais bilan financier de l'ancienne région Poitou-Charentes, déclarant que « c'est une région qui manifestait beaucoup de volontarisme et avait sans doute les yeux plus gros que le ventre par rapport aux capacités de financement ». Un audit commandé au cabinet EY et publié en avril 2016 confirme une « forte dégradation » de la situation financière de la région Poitou-Charentes sous la présidence de Ségolène Royal. L'étude relève des retards de paiements s'élevant à 132 millions d'euros et évoque une situation de quasi-banqueroute si la région n'avait pas été fusionnée avec l'Aquitaine et le Limousin en 2015,. Le quotidien La Nouvelle République indique que la région bouclait depuis plusieurs années son budget en reportant une partie de ses dépenses sur l'année suivante, une pratique qui avait été précédemment condamnée par la chambre régionale des comptes. L'audit relève également une absence d'épargne de l'ancienne région et une dette de 450 millions d'euros. Sur cette somme, le montant d'emprunts structurés est de 200 millions d'euros, dont 56 millions d'euros sont estimés « à très haut risque » et 46 millions « à risque ». Ségolène Royal dénonce un règlement de comptes politique et invoque un problème informatique venant de la région Aquitaine.

#### Démission
Ségolène Royal démissionne de son mandat de présidente du conseil régional de Poitou-Charentes le 21 avril 2014, après son entrée au gouvernement Valls.

### Élection présidentielle de 2007
En 2006, Ségolène Royal est candidate à l'élection primaire organisée par le Parti socialiste pour l'élection présidentielle de 2007 ; elle est d’abord considérée comme favorite,. Le 16 novembre 2006, au premier tour de scrutin, Ségolène Royal obtient 60,65 % des voix, contre 20,69 % pour Dominique Strauss-Kahn et 18,66 % pour Laurent Fabius. Elle est ainsi désignée candidate du Parti socialiste. Ségolène Royal constitue son équipe de campagne avec Jean-Louis Bianco et François Rebsamen comme codirecteurs, et Dominique Bertinotti comme mandataire financière. Après des débats en ligne pour recueillir des suggestions dans la population, elle présente son pacte présidentiel le 11 février 2007 à Villepinte.

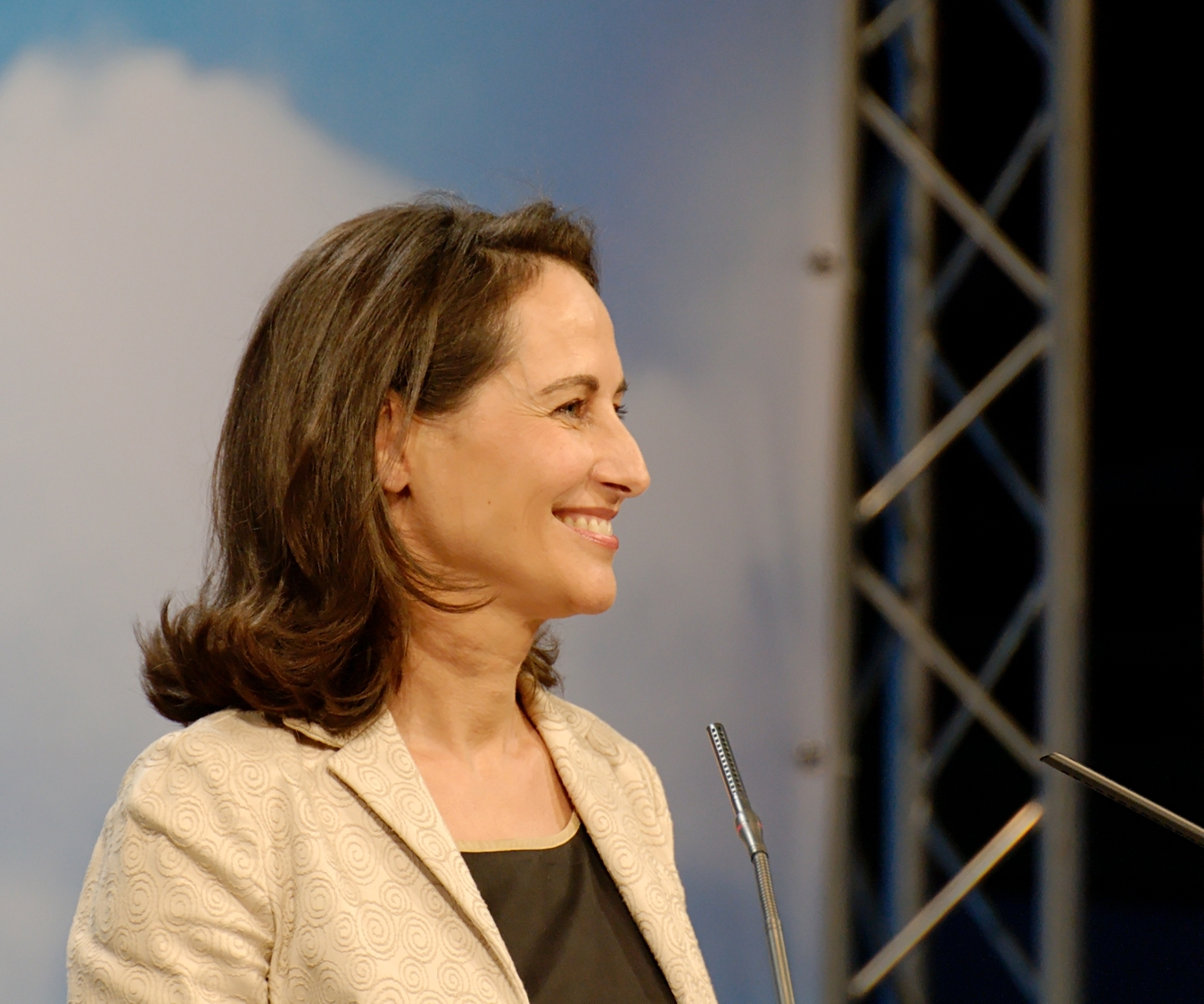
Ségolène Royal lors d'une réunion publique (6 février 2007, halle Georges-Carpentier de Paris).

La candidate désignée par la primaire suscite des réticences chez des responsables socialistes. De son côté, le journaliste politique Alain Duhamel qualifie sa campagne de « psychédélique » ; il écrit après l’élection qu’elle a « créé aussi bien avec ses militants qu'avec une partie des Français un lien incroyable à base de psychologie et de volonté de participation : c'était une forme de civisme, de scoutisme, de générosité de quartier ».
Plusieurs de ses prises de position sont critiquées par l’extrême-gauche et les écologistes mais soutenues dans son camp,. C’est notamment le cas lorsqu’elle exprime sa nostalgie du service militaire, prône la mise en place de « lieux d’encadrement à dimension militaire », lorsqu’elle fait part de son souhait que tous les Français disposent d’un drapeau de la France chez eux ou souligne son attachement à La Marseillaise,.
De son côté, la presse de droite qualifie certaines de ses interventions de « gaffes » : en voyage en Chine, Ségolène Royal complimente la justice chinoise en dépit de ses violations des droits de la défense, déclare que « qui va sur la Grande Muraille conquiert la bravitude » (au lieu de « bravoure ») et affirme qu'en France, « une femme sur trois meurt sous les coups de son conjoint » (au lieu d'une femme tous les trois jours). Dans un enregistrement téléphonique diffusé pendant la campagne, elle discute de l'indépendance de la Corse et déclare dans un rire que « Tous les Français ne seraient pas contre », ce qui provoque des remous.
À la fin de la phase participative de sa campagne et après la présentation de son programme qui en est l’aboutissement, Ségolène Royal connaît, en particulier en janvier, un important recul dans les sondages : les études réalisées par TNS Sofres indiquent ainsi que les intentions de vote en sa faveur au premier tour passent de 34 % au moment de sa désignation comme candidate PS à 26 % en mars 2007,. Dès le 17 février, un sondage Ipos ne lui donne plus que 23%, loin derrière les 33% de Nicolas Sarkozy et avec Bayrou à 16%. Elle doit ensuite faire face à la montée dans les sondages du candidat centriste François Bayrou, qui est un temps en passe de la dépasser.
Ségolène Royal se qualifie finalement pour le second tour de l'élection présidentielle en arrivant en deuxième position, le 22 avril 2007, avec un score de 25,87 % des suffrages exprimés.
Trois jours après le premier tour, François Bayrou annonce qu'il ne donne aucune consigne de vote en vue du second tour, Il renvoie dos à dos les deux finalistes, incapables à ses yeux de « réparer » une France « en manque de croissance », « à la démocratie malade » et « au tissu social déchiré ».
Ségolène Royal tente cependant un rapprochement avec lui,. Elle affirme que son gouvernement pourrait accueillir des personnalités UDF. Dans un livre de novembre 2007, elle assure avoir même rencontré physiquement François Bayrou avant le second tour "en lui proposant même d’être son premier ministre". Bayrou a confirmé en disant n'avoir "jamais cru qu’elle pourrait être élue".
La candidate socialiste est battue à l’issue du second tour en recueillant 46,94 % des suffrages, face à Nicolas Sarkozy, qui obtient 53,06 %. Au soir de sa défaite, elle promet à ses partisans de les mener « vers d'autres victoires » et fait valoir la forte participation aux deux tours.

### Carrière au parti socialiste

#### Congrès de Reims de 2008
Le 17 mai 2008, elle pose sa candidature au poste de premier secrétaire du Parti socialiste, avant de la mettre entre parenthèses le 15 septembre, en proposant « que chacun mette au frigidaire les questions de candidature »,. Lors du vote des militants socialistes pour le congrès de Reims, le 6 novembre 2008, la motion dont elle est signataire arrive en tête avec 29,1 % des suffrages, devant celles de Bertrand Delanoë (25,2 %), de Martine Aubry (24,3 %) et de Benoît Hamon (18,5 %).
Alors que le congrès de Reims peine à dégager une synthèse, elle confirme sa candidature au poste de premier secrétaire et arrive en tête du premier tour de l'élection du premier secrétaire du PS, le 20 novembre 2008, avec 42,4 % des votes des adhérents, devant Martine Aubry (34,7 %) et Benoît Hamon (22,8 %), qui appelle à voter pour cette dernière,. Le lendemain, Martine Aubry est donnée gagnante avec 50,02 % et 42 voix d’avance sur Ségolène Royal. Contestant la régularité du scrutin alors que ses partisans sont également accusés de fraude, elle réclame un nouveau vote. Le 25 novembre, le conseil national valide l'élection de Martine Aubry avec 102 voix de plus que sa rivale (soit 50,04 % des suffrages contre 49,96 %). Ségolène Royal renonce à toute action judiciaire et prend acte de ce résultat.
Début 2009, ses partisans créent, au sein du PS, le courant L'Espoir à gauche, tandis que son association de soutien Désirs d'avenir reste en fonctionnement et finance certains de ses déplacements dans le pays. Parallèlement, Pierre Bergé crée l'Association des amis de Ségolène Royal pour lui permettre d'occuper pour une somme symbolique des locaux au cœur du 6e arrondissement de Paris.

#### Primaire socialiste de 2011

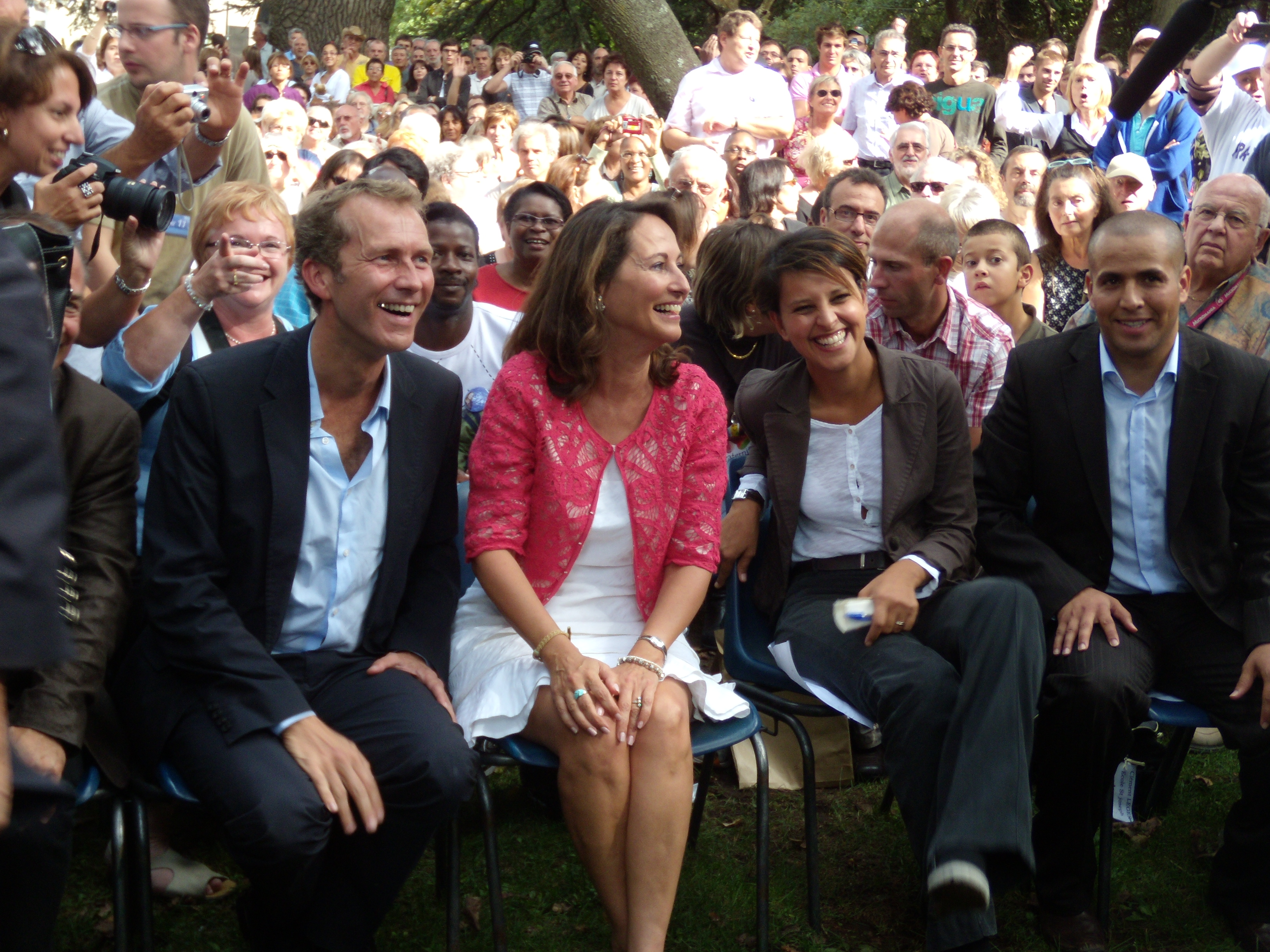
Ségolène Royal entourée de Guillaume Garot et de Najat Vallaud-Belkacem, lors de la Fête de la fraternité, en septembre 2009, à Montpellier.

Dans l'opposition à Nicolas Sarkozy, elle signe l'« Appel du 14 février [2008] pour une vigilance républicaine » lancé par l'hebdomadaire Marianne. En avril 2009, en déplacement au Sénégal, elle demande « pardon » pour certaines paroles du discours de Dakar, prononcé par Nicolas Sarkozy en 2007. Une semaine plus tard, elle présente à nouveau ses excuses pour des propos désobligeants sur José Luis Rodríguez Zapatero attribués à Nicolas Sarkozy par Libération. L'UMP critique ses déclarations, tandis que peu de personnalités au PS lui apportent leur soutien. En juin 2009, elle est nommée par Martine Aubry vice-présidente de l'Internationale socialiste.
Le 29 novembre 2010, Ségolène Royal annonce sa candidature à la primaire citoyenne de 2011 en vue de la désignation du candidat PS à l'élection présidentielle de 2012. Dans les mois qui suivent, les intentions de vote en sa faveur restent inférieures à celles de la plupart de ses concurrents potentiels (Dominique Strauss-Kahn, Martine Aubry, François Hollande). Les médias estiment que son aura ne cesse de décroître depuis 2007, ses prises de position ne rencontrant plus guère d'écho,. Prenant en exemple la composition de ses listes aux élections régionales de 2010 en Poitou-Charentes, elle appelle à un large rassemblement allant de l'extrême gauche à la « droite gaulliste ».
Créditée de 11 à 13 % des voix dans les sondages et régulièrement annoncée en troisième position de cette primaire, Ségolène Royal arrive finalement quatrième, le 9 octobre 2011, derrière Arnaud Montebourg, Martine Aubry et François Hollande ; avec 6,95 % des voix, elle est éliminée au premier tour. Dans l'entre-deux tours, elle apporte son soutien à François Hollande, afin d'« amplifier le résultat du premier tour ».
Après la primaire, Ségolène Royal fait campagne pour François Hollande lors de la présidentielle. Son premier déplacement de campagne se tient dans les « quartiers populaires » de Marseille, où elle a réalisé de bons scores en 2007. Elle participe à un meeting à Rennes aux côtés de son ancien compagnon. Elle définit ainsi son rôle : « parler simple et faire de la pédagogie » et aider à « la participation à la campagne et le vote à gauche d'une partie de l'électorat tenté par le FN ». En novembre 2011, elle est nommée secrétaire nationale du Parti socialiste chargée des mobilisations citoyennes, une fonction qu'elle occupe jusqu'en novembre 2012.

#### Élections législatives de 2012

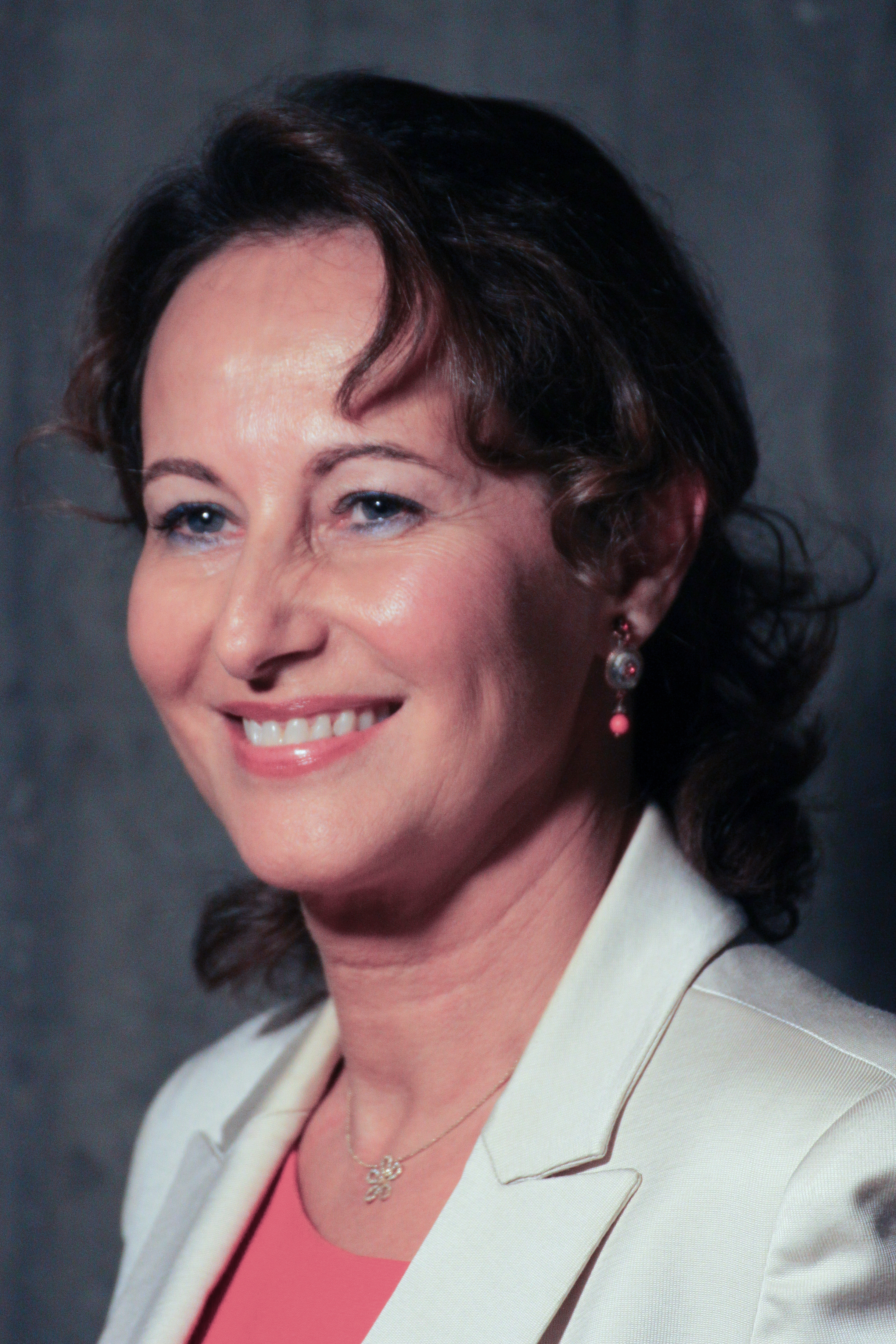
Ségolène Royal en 2012.

Ségolène Royal aurait souhaité un nouveau mandat dans sa deuxième circonscription des Deux-Sèvres aux élections législatives de 2012, mais sa suppléante devenue députée, Delphine Batho, ne se retire pas à son profit.
Ségolène Royal choisit alors la première circonscription de la Charente-Maritime, où le député socialiste sortant, Maxime Bono, ne se représente pas. Validée par le bureau national du Parti socialiste, sa candidature est contestée par plusieurs responsables locaux, dont le premier secrétaire fédéral du PS en Charente-Maritime, Olivier Falorni, qui dénonce un parachutage et se présente contre eĺle. Dans l'entre-deux tours, alors que le président François Hollande lui apporte son soutien, la compagne de celui-ci, Valérie Trierweiler, encourage publiquement son concurrent, Olivier Falorni. Celui-ci l'emporte face à Ségolène Royal avec 62,97 % des voix.
Le 21 février 2013, elle est nommée, par François Hollande, administratrice de la Banque publique d'investissement (BPI), fonction qu'elle exerce bénévolement. Elle devient vice-présidente et porte-parole de la BPI. Sa nomination au sein de cet organisme de financement suscite notamment les critiques de l'opposition, qui dénonce un manque de légitimité, en particulier au vu de ses investissements dans le groupe Heuliez.

### Ministre des gouvernements Valls et Cazeneuve

#### Nomination
Le 2 avril 2014, Ségolène Royal est nommée ministre de l'Écologie, du Développement durable et de l'Énergie. Elle fait voter la loi relative à la transition énergétique pour la croissance verte en 2015 visant notamment à réduire la part du nucléaire dans la production énergétique à 50 % en 2025 (conformément à un des engagements de François Hollande).

#### Mesures portées

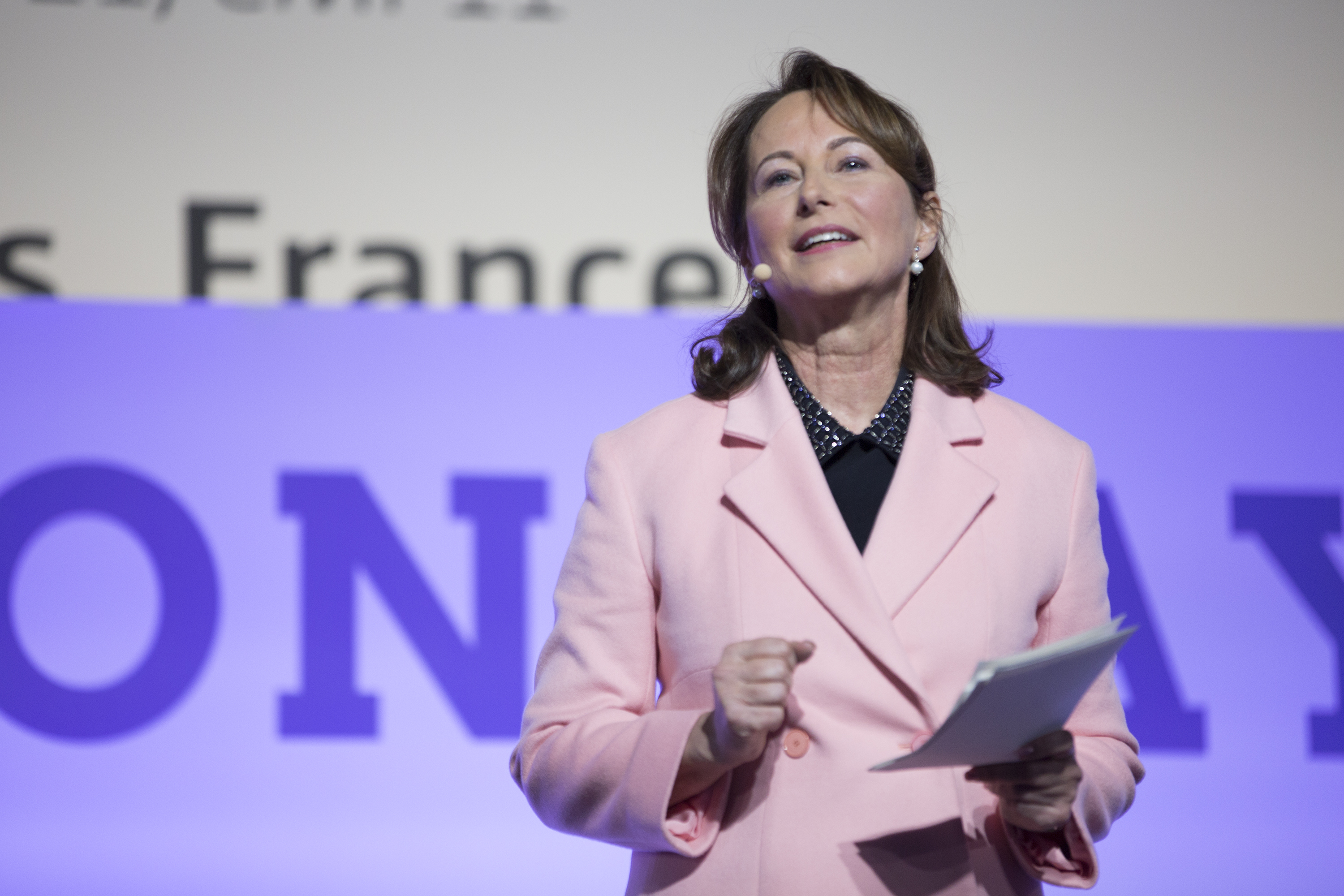
Ségolène Royal durant la Conférence de Paris de 2015 sur les changements climatiques.

Adoptée sous l’égide de Ségolène Royal, la loi de transition énergétique du 17 août 2015 ouvre à la concurrence les barrages hydroélectriques.
En 2015, Ségolène Royal accuse Ferrero de contribuer fortement à la déforestation en Asie par un recours massif à l'huile de palme, appelle au boycott de la pâte à tartiner Nutella, puis elle fait marche arrière et finit par s'excuser. L'année suivante, en 2016, elle essaie d'aligner la fiscalité de l'huile de palme sur celle de l'huile d'olive ; l'initiative suscite deux crises diplomatiques : le gouvernement italien menace de fermer l'usine Ferrero de Rouen et le gouvernement indonésien (premier producteur mondial) menace d'exécuter un Français emprisonné dans le pays si la fiscalité sur l'huile palme augmentait. La ministre dénonce un « chantage » et un « bluff odieux », mais s'incline. Dans son livre Ce que je peux enfin vous dire (2018), elle mentionne à travers cet épisode le poids des groupes d'intérêt dans le pouvoir politique.
Elle affirme avoir cependant avoir dissuadé le président de la Commission européenne, Jean-Claude Juncker, de renouveler l'autorisation de mise sur le marché du glyphosate, et souligne l'influence des lobbys de pesticides au sein des institutions européennes,.
À la suite des attentats du 13 novembre 2015, elle fait installer des portiques de sécurité à la gare de Paris-Nord pour contrôler les bagages des voyageurs au départ dans les trains Thalys, en direction de l'Allemagne, la Belgique et des Pays-Bas.
Au début de l’année 2016, la ministre prévoit 1 000 km de routes couvertes de panneaux solaires photovoltaïques ; en décembre 2016, elle inaugure la plus grande route solaire du monde, d’une longueur d’un kilomètre, dans l’Orne. Trois ans plus tard, l'expérience n'est pas poursuivie : le seul kilomètre réalisé ayant coûté cinq millions d'euros, avec un rendement d'installation bien inférieur à celui annoncé et une dégradation de l’infrastructure plus importante que prévu,,.

#### Élections de 2017

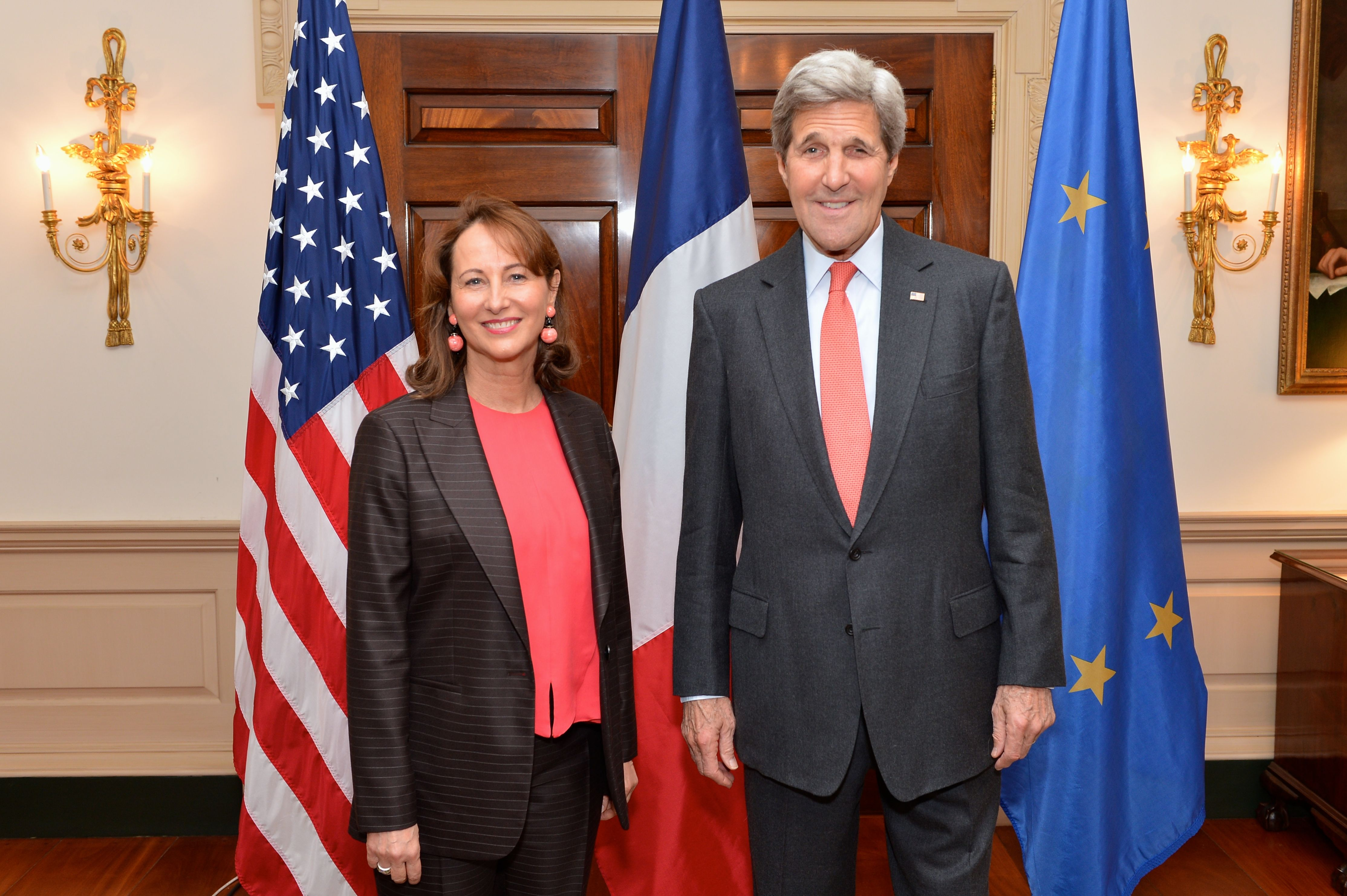
Ségolène Royal et John Kerry, secrétaire d'État des États-Unis, en 2016.

En février 2017, Ségolène Royal est candidate à la fonction d’administratrice du Programme des Nations unies pour le développement (PNUD) ; c'est finalement Achim Steiner, diplomate allemand alors directeur général du Programme des Nations unies pour l'environnement (PNUE) qui est élu.
Durant la campagne présidentielle de 2017, elle montre un temps des signes de ralliement au candidat Emmanuel Macron, dans le but d'une prolongation de ses fonctions à l'Environnement, mais ne prend finalement pas de position officielle. Elle attribue sa non-reconduction aux « équilibres politiques », et veut mettre « compétences au service du combat climatique et au service de ce gouvernement ». Aux élections législatives de 2017, elle indique avoir voté dans la deuxième circonscription des Deux-Sèvres pour la candidate La République en marche face à son ancienne proche Delphine Batho.

### Ambassadrice pour les pôles arctique et antarctique
En septembre 2017, Ségolène Royal succède à Michel Rocard (mort en juillet 2016) au poste d'ambassadrice chargée des négociations internationales relatives aux pôles arctique et antarctique,. Elle siège au conseil de l'Arctique.
Alors que le Parti socialiste — dont elle n’est plus membre — atteint des scores historiquement bas, elle apparaît fin 2018 comme un recours possible pour la gauche en vue des élections européennes de 2019 et de l’élection présidentielle de 2022,. Dans le même temps, dans son ouvrage Ce que je peux enfin vous dire, Ségolène Royal critique Emmanuel Macron et François Hollande, à qui elle reproche notamment ses hausses d’impôts, la loi travail et la réforme territoriale. Elle est en désaccord avec les écologistes qui prônent l'abolition de la taxe sur les carburants,.
Deux ans après sa nomination comme ambassadrice, il est avéré que Ségolène Royal n'a assisté à aucune réunion du Conseil de l'Arctique, contrairement à ses déclarations publiques. De fausses accusations d'utilisation à des fins personnelles des moyens d'ambassadrice provoquent en novembre 2019 l'ouverture d'une enquête par le Parquet national financier. L’enquête est classée sans suite en juin 2021.
Au début de l'année 2020, elle se montre très critique envers l'exécutif, notamment sur le projet de réforme des retraites ; elle dénonce « l'orgueil et l'obstination du pouvoir » sur ce sujet et déclare : « J'ai voté pour Emmanuel Macron mais je n'ai pas voté pour avoir l'effondrement du système social, l'abandon de l'hôpital public, la misère des agriculteurs, les services publics sans arrêt menacés, l'appel à la privatisation des retraites »,. Le Gouvernement lui rappelle son devoir de réserve, et le 24 janvier 2020, la démet en Conseil des ministres de ses fonctions d'ambassadrice. Elle crée l'association « Désirs de France, avenir de la planète » et envisage de se porter candidate à l'élection présidentielle de 2022 afin de proposer une « troisième voie » entre Emmanuel Macron et Marine Le Pen. Un sondage réalisé par l’IFOP en septembre de la même année la crédite de 5 % des voix en cas de candidature à l’élection présidentielle.

### Défaite aux élections sénatoriales de 2021
En février 2021, Ségolène Royal se présente aux élections sénatoriales de septembre suivant pour les Français établis hors de France avec une liste « qui transcende les clivages droite-gauche ». Elle est critiquée par des représentants des socialistes des Français de l’étranger qui lui reprochent un parachutage. Elle précise qu’elle entend siéger en tant qu’apparentée au groupe socialiste du Sénat, puis reprend sa carte au Parti socialiste à l’été 2021. Mais le PS lui reproche d'être trop à droite,.
Ségolène Royal se maintient en tant que dissidente, avec comme numéro deux Mehdi Benlahcen, socialiste et président du groupe solidarité et écologie à l'Assemblée des Français de l'étranger. Lors du vote du 26 septembre, sa liste arrive en huitième position sur dix listes en présence, avec seulement 2,1 % des suffrages exprimés, ce qui ne lui permet pas d'être élue. À l’annonce des résultats, elle critique « la stratégie de la division » du Parti socialiste. Elle souhaite transformer son association Désirs de France en « un parti politique, basé autour de trois thématiques : protection du modèle social, crise démocratique et urgence écologiste ».

### Élections nationales de 2022
Estimant que Jean-Luc Mélenchon, candidat de la France insoumise, « fait la meilleure campagne », elle lui apporte en février 2022 son soutien, considérant qu'il s'agit du « vote utile à gauche ». Cette prise de position est critiquée par Anne Hidalgo, candidate du Parti socialiste, qui la considère comme « choquante ». Au lendemain du premier tour, l'ancienne ministre critique les candidatures à gauche, notamment celles de Anne Hidalgo, Fabien Roussel et Yannick Jadot et les accuse d'être responsables de la défaite du candidat insoumis. À la suite de la réélection d'Emmanuel Macron, elle se dit favorable à une « recomposition » de la gauche autour de Jean-Luc Mélenchon, en vue des élections législatives,. Avant les élections législatives, elle s'indigne de la campagne de décrédibilisation dont font l'objet la gauche et Mélenchon, et souligne le fait que les mêmes qualificatifs attribués à l'extrême droite sont attribués à Mélenchon.
Le 10 juin 2022, elle apporte son soutien à la Nouvelle Union populaire écologique et sociale (NUPES). Sur C8, à partir de septembre 2023, elle vient une fois par semaine sur le plateau de Cyril Hanouna pour décrypter un sujet de l’actualité politique,.
Ségolène Royal reprend sa carte au Parti socialiste en 2024 .

## Prises de position

### Contre la violence à la télévision
En 1989, Ségolène Royal entame un mouvement contre la violence à la télévision française à destination des enfants, dont l'archétype serait l’animation japonaise, qu’elle qualifie de « nulle, médiocre et laide ». Sa critique vise aussi les programmes de télévision produits aux États-Unis et diffusés aux heures de grande audience sans mention particulière de leur caractère violent ou pornographique.
De façon plus générale, elle critique l’influence néfaste de la télévision sur la santé somatique (dyslexie), psychique (cognition), sociale (illettrisme, relations), affective et civique des enfants. Elle dénonce, en France et en Belgique notamment, une course à l'audience de la télévision, dans le cadre de sa privatisation. À ce sujet, elle publie l’ouvrage Le Ras-le-bol des bébés zappeurs, dans lequel elle écrit : « Quand un enfant âgé de quatre à sept ans passe 820 heures par an à l'école, il en passe 1000 devant la télévision. Et il faudrait se soumettre à l'idée que la télévision n'a aucune influence ? Et il faudrait accepter qu'elle soit privatisée sans contraintes et sans règles, c'est-à-dire que certains s'enrichissent, sans exiger de contrepartie pour ceux qui la regardent ? ».
Ségolène Royal conserve en 2007 la même opinion sur la production japonaise,. Longtemps accusée d'avoir « tué » le manga japonais en France, la présidente du conseil régional de Poitou-Charentes affirme s’être attaquée avant tout aux importants contrats signés par exemple entre TF1 et la société AB Productions, dans le cadre de son émission-phare le Club Dorothée, s'en prenant vigoureusement à ceux qu'elle appelait dans son ouvrage les « marchands d'images ».
Lors de l'épisode 71 de l'émission Pas de pitié pour les croissants, Ariane, co-animatrice de l'émission, jettera dans une poubelle le livre de Ségolène Royal,, ce que justifiera Dorothée elle-même en 1992.
La 11 mai 2024, elle déclare lors de son passage dans l'émission Touche pas à mon poste ! que l'Eurovision est « un concours de laideur, de vulgarité et d'exhibitionnisme ». Elle ajoute sur le réseau social X : « Il faut espérer que pas un euro d’argent public ou européen ne soit allé à cette farce lugubre ».

### Pour la démocratie participative
En 2004, Ségolène Royal met en place un système présenté comme de démocratie participative ainsi qu’un budget lycéen « participatif » dans la région Poitou-Charentes,.
Elle développe ces concepts et ajoute celui de jury citoyen dans l'ouvrage Maintenant : Ségolène Royal répond à Marie-Françoise Colombani : « Une réalité à laquelle je crois profondément : les gens sont de bons connaisseurs de ce qu'ils vivent, ils ont une vraie capacité d'expertise de leurs difficultés et des résultats des politiques publiques ».
Lors de l'élection présidentielle de 2007, elle organise, avec son association Désirs d'avenir, 5 000 débats « participatifs » afin d'ajouter des idées au programme du PS et pour rédiger son « pacte présidentiel ».
Dans Ce que je peux enfin vous dire (2018), critiquant la verticalité du pouvoir exercé selon elle par le président Emmanuel Macron, elle propose démocratie participative et co-construction.

### Contre le communautarisme
Le 25 septembre 2006, invitée de l'« Assemblée des banlieues » à Bondy, Ségolène Royal déclare : « Il est temps que la France arrête de parler en ce qui concerne tous ses enfants et tous ses jeunes de Français de souche, comme s'il y en avait de branchages et de feuillages. […] Je veux que dans la France d'aujourd'hui, le métissage au lieu de fermer ses portes ouvre des portes. […] Les choses auront changé lorsque l'on ne verra même plus les différences, qu'on ne parlera même plus de la diversité des origines ».
Lors de la campagne pour l'élection présidentielle de 2007, le 26 janvier, Ségolène Royal lance un slogan qu'elle reprend par la suite à plusieurs reprises, notamment lors d'une rencontre avec le poète et homme politique français Aimé Césaire : elle promet d'être « la Présidente de la France métissée » ; elle appelle à un « regard lucide sur l’histoire coloniale de la France », s'opposant à la loi de 2005 qui soulignait le rôle positif de la colonisation.
Dans un chapitre de Si la gauche veut des idées, coécrit en 2008 avec le sociologue français Alain Touraine, elle affirme : « Jusqu'à quand parlera-t-on de deuxième, troisième génération voire quatrième génération pour certains alors qu'on ne le fait jamais pour ceux dont les parents sont originaires d'Europe ? ». « La France métissée qui nous fera tous avancer » est à nouveau mise en avant dans Lettre à tous les résignés et indignés qui veulent des solutions (2011). Elle affiche ce slogan volontariste dans le cadre de la lutte contre le Front national, des actes racistes mais aussi des communautarismes.
En 2020, dans Résilience française, Sauvons notre modèle social, elle s’inquiète de l'incapacité des gouvernants à comprendre que « le sentiment d'appartenance nationale doit sans cesse être réinventé » et de ce que « la question religieuse n'est toujours pas apaisée ». Elle définit la laïcité comme « pas de communautarisme, aucune discrimination ». D'après elle, « la montée des communautarismes et l'entre-soi social sont des conséquences de ce repli sur soi et de l'effondrement de tout ce qui fonde le ciment national ».

### Économie
Ségolène Royal a plusieurs fois exprimé sa volonté d'appliquer une politique économique keynésienne et a plusieurs fois critiqué la « logique boursière ». Elle déclare adhérer à certaines idées de l'ancien Premier ministre britannique Tony Blair (réinvestissement dans les services publics, lutte contre le chômage des jeunes et prise en charge des jeunes diplômés), ce qui lui vaut l'étiquette de « blairiste ».
À la tête de la région Poitou-Charentes, elle s’affiche en opposante aux gestions libérales fondées sur l'austérité budgétaire,. Elle met en avant sa politique d'investissement, et notamment sa prise de participation régionale au capital d'Heuliez, en appelant notamment à l'État et aux grandes villes, souhaitant être encouragée par une production de masse des constructeurs automobiles français.

### Écologie

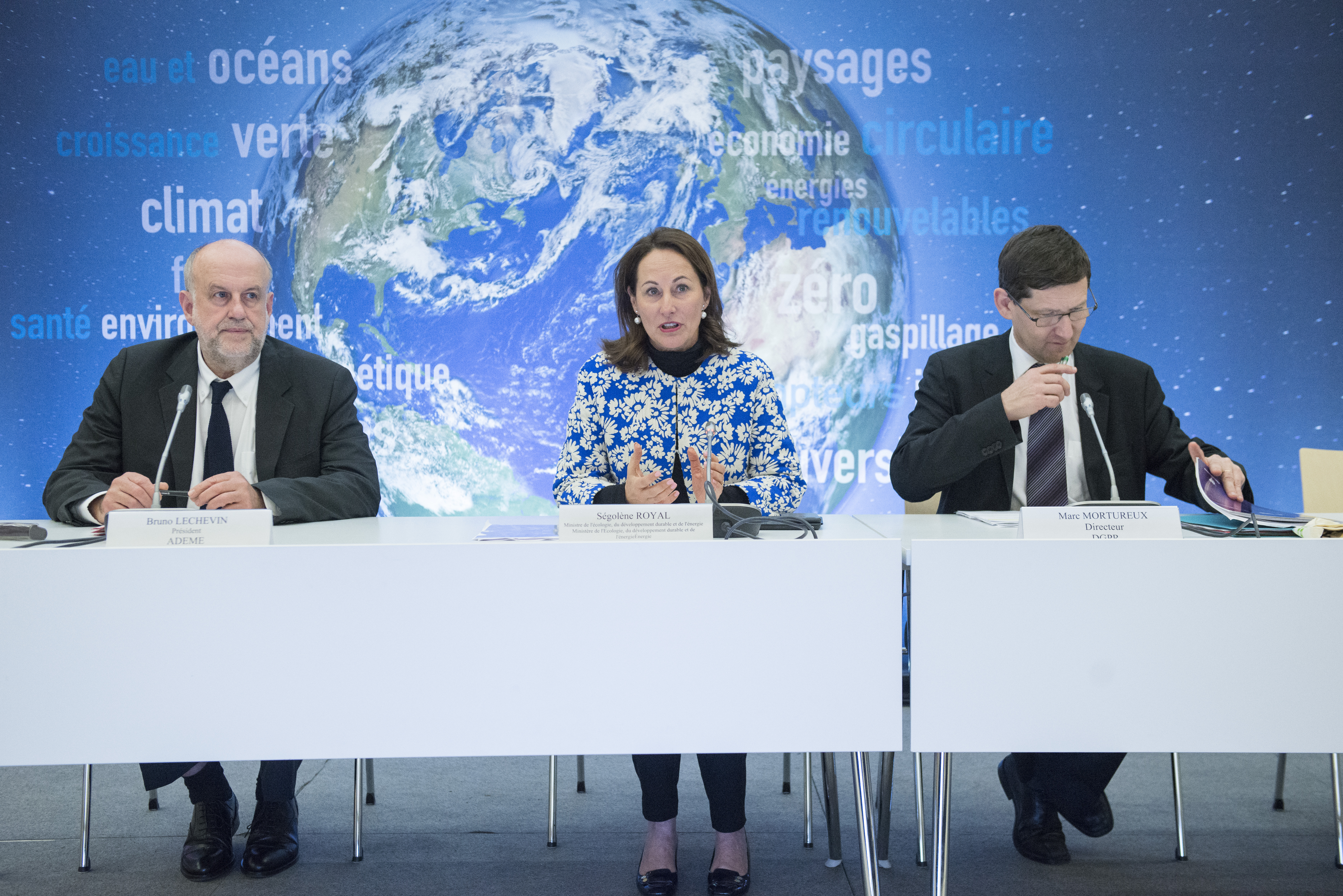
Ségolène Royal, Bruno Léchevin et Marc Mortureux en 2016.

En 1992, invitée de L'Heure de vérité comme ministre de l'Environnement, Ségolène Royal déclare que « l'environnement, c'est aussi un humanisme » et de préciser : « ce qui me préoccupe ce sont les inégalités devant l’environnement, c’est comme cela que j’ai choisi mes priorités ». Elle estime appartenir à la social-écologie.
En 2009, elle est hostile à la contribution climat-énergie alors que le bureau national du PS annonce son accord avec le principe d'une taxe carbone,. Elle considère la taxe carbone comme « injuste » car taxant des Français qui n'ont accès ni aux transports en commun ni aux véhicules propres. Pour elle, la taxe carbone n'est pas une fiscalité écologique car elle ne permettrait pas « aux gens de changer de comportement ». Critiquée par Les Verts, elle rappelle avoir émis des réserves sur la taxe carbone lors de sa campagne présidentielle de 2007.
En 2011, Ségolène Royal se prononce pour un arrêt de la construction du réacteur nucléaire de troisième génération EPR de Flamanville et propose « un moratoire et la réouverture de l'enquête publique » sur la construction de l'aéroport de Notre-Dame-des-Landes. En octobre 2014, alors que sa mise en place avait été repoussée à début 2015, Ségolène Royal met fin à l'écotaxe. Elle revient également sur l'interdiction des feux de cheminée en Île-de-France. Elle s’oppose en 2016 aux avis défavorables émis contre les répartiteurs de frais de chauffage.
Elle prend en 2016 des décisions favorables à ce que les loups soient chassés davantage.
En mai 2017, elle veut créer une entreprise dans le domaine de la croissance verte, ainsi qu'un groupe de réflexion sur les questions climatiques du nom de son dernier livre, Manifeste pour une justice climatique. Elle dit avoir déjà déposé les statuts pour la création d'une association. Elle défend les technologies françaises dans le domaine de la croissance verte de haute technologie et dénonce en 2019, au Canada, les « lobbys de l’automobile et du pétrole ».
Dans le contexte du mouvement des Gilets jaunes, en 2018, elle appelle Emmanuel Macron à annuler la réforme de hausse des taxes sur les carburants.
Lors de l'occupation d'un centre commercial parisien par quelques centaines de militants en octobre 2019, Ségolène Royal qualifie l'association écologiste Extinction Rebellion de « groupe violent » et appelle à ce qu'il soit « réprimé très rapidement ».
En 2020, dans son ouvrage Résilience française : sauvons notre modèle social, elle est favorable à un « Pacte Vert » (ou Green New Deal), « projet le plus enthousiasmant pour rénover notre façon d'envisager l'avenir »,. Elle soutient ainsi l’idée d’investissements massifs dans la croissance verte et digitale visant à créer de nouveaux emplois non délocalisables liés à l'écologie.

### Féminisme
Pendant la campagne pour l’élection présidentielle de 2007, elle promet de défendre les femmes en priorité, déclarant : « la première loi qui sera déposée sur le bureau de l'Assemblée nationale si je suis élue sera une loi contre la violence faite aux femmes ». Auparavant, elle avait critiqué la pornographie, la publicité et le port du string, affirmant en 2003 : « Aux yeux des garçons, le string réduit les jeunes filles à leur postérieur […] Après, on s'étonne que les adolescentes soient victimes d'attouchements ou de violences sexuelles ».
En mars 2009, elle critique aussi le rappeur Orelsan, étant de l'avis qu'une chanson polémique de celui-ci, Sale pute, est violemment misogyne. Elle promeut l'interdiction de tout l'album concerné, Perdu d'avance, et la déprogrammation de l'artiste des Francofolies de la Rochelle. L'affaire, lancée par des blogueuses féministes avant d'être notamment relayée par elle en politique, prend une tournure liée à des accusations de menaces et chantage à la subvention à l'encontre de Royal sur la question de l'interdiction de scène, qu'elle nie.

### Mariage homosexuel
Le 25 mai 2013, Ségolène Royal affirme que si elle avait été présidente de la République, elle aurait donné la préférence à l'union civile plutôt qu'au mariage homosexuel en France.

### Cuba
Début décembre 2016, alors qu'elle représente le gouvernement français à l'enterrement de l'ancien chef d’État cubain Fidel Castro, elle élude la question de la censure et les accusations de violations des droits de l'homme portées à l'encontre de ce dernier. À l’actif du régime castriste, elle voit « un pays insulaire qui protège son patrimoine, qui interdit les prédateurs, qui a réussi aussi à faire en sorte qu'il y ait une propreté, une sécurité vraiment remarquable, que l'on n'atteint pas dans beaucoup de pays qui donnent aujourd'hui des leçons de droits de l'homme ». Une polémique est déclenchée en France à la suite de ces propos, notamment sur la question de l'existence à Cuba de prisonniers politiques et de liste de prisonniers politiques, qui selon elle n’existe pas à Cuba,,. Ses déclarations suscitent notamment l'indignation de l'écrivain cubain Jacobo Machover, exilé en France, qui reproche à la ministre socialiste d'être « complètement aveugle ou fanatisée ».

### Crimes de guerre russes en Ukraine
Le 1er septembre 2022, Ségolène Royal exprime publiquement ses doutes sur l'existence de plusieurs crimes de guerre commis par la Russie au cours de la guerre russo-ukrainienne. Dénonçant « une propagande de guerre par la peur » émanant du président ukrainien Volodymyr Zelensky, elle remet en cause la véracité du massacre de Boutcha et du bombardement de la maternité de Marioupol. Ses propos provoquent l'indignation de plusieurs responsables politiques, notamment d’Olivier Faure, premier secrétaire du PS, ainsi que de Raphaël Glucksmann (mouvement Place publique) et de Nathalie Loiseau, députée européenne. Le lendemain, le collectif Stand With Ukraine annonce un dépôt de plainte contre Ségolène Royal, à la suite de ses déclarations. Le 5 septembre 2022, l'ambassadeur d'Ukraine en France invite Ségolène Royal à venir sur place pour « tout voir de ses propres yeux ». À la suite de ses propos controversés comparant le bombardement de l'hôpital pour enfants et maternité de Marioupol avec l'Affaire des couveuses au Koweït et malgré ses excuses ultérieures, elle est écartée des ondes par Marc-Olivier Fogiel  parce que considérée comme une personnalité voire une icône pro-russe à la suite de ses propos repris par la propagande pro-Kremlin, et jugés complotistes par, notamment, Conspiracy Watch.

## Détail des mandats et fonctions

### Au gouvernement
- 3 avril 1992 – 29 mars 1993 : ministre de l'Environnement du gouvernement Bérégovoy
- 4 juin 1997 – 27 mars 2000 : ministre déléguée à l'Enseignement scolaire du gouvernement Jospin auprès du ministre de l'Éducation nationale Claude Allègre
- 27 mars 2000 – 27 mars 2001 : ministre déléguée à la Famille et à l'Enfance du gouvernement Jospin auprès de la ministre de l'Emploi et de la Solidarité, brièvement Martine Aubry puis Élisabeth Guigou
- 28 mars 2001 – 5 mai 2002 : ministre déléguée à la Famille, à l'Enfance et aux Personnes handicapées du gouvernement Jospin auprès de la ministre de l'Emploi et de la Solidarité Élisabeth Guigou
- 2 avril 2014 – 11 février 2016 : ministre de l'Écologie, du Développement durable et de l'Énergie des gouvernements Valls I et Valls II
- 11 février 2016 – 10 mai 2017 : ministre de l'Environnement, de l'Énergie et de la Mer, chargée des relations internationales sur le climat du gouvernement Valls II puis du gouvernement Cazeneuve

### À l’Assemblée nationale
- 23 juin 1988 – 2 mai 1992 : députée de la 2e circonscription des Deux-Sèvres
- 2 avril 1993 – 4 juillet 1997 : députée de la 2e circonscription des Deux-Sèvres
- 19 juin 2002 – 19 juin 2007 : députée de la 2e circonscription des Deux-Sèvres

### Au niveau local
- 1983-1986 : conseillère municipale de Trouville-sur-Mer (Calvados)
- 13 mars 1989 – 18 juin 1995 : conseillère municipale de Melle (Deux-Sèvres)
- 23 mars – 3 avril 1992 : conseillère régionale de Poitou-Charentes (démissionne pour entrer dans le gouvernement Bérégovoy)
- 2 avril 1992 – 23 mars 1998 : conseillère générale des Deux-Sèvres
- 18 juin 1995 – 18 mars 2001 : conseillère municipale de Niort (Deux-Sèvres)
- 2 avril 2004 – 21 avril 2014 : présidente du conseil régional de Poitou-Charentes (démissionne à la suite de son entrée dans le gouvernement Valls)

### Autres fonctions
- 2004-2006 : présidente du syndicat mixte du parc naturel régional du Marais poitevin
- 2 juillet 2008 – 4 mars 2017 : vice-présidente de l'Internationale socialiste
- 18 février 2013 – 30 avril 2014 : vice-présidente et porte-parole de la Banque publique d'investissement (représentante des régions)[234]
- 1er septembre 2017 – 24 janvier 2020 : ambassadrice chargée de la négociation internationale pour les pôles arctique et antarctique.

## Synthèse des résultats électoraux

### Élection présidentielle
| Année | Parti | Parti | 1er tour  | 1er tour | 1er tour | 2d tour    | 2d tour | 2d tour | Issue  |
| Année | Parti | Parti | Voix      | %        | Rang     | Voix       | %       | Rang    | Issue  |
| ----- | ----- | ----- | --------- | -------- | -------- | ---------- | ------- | ------- | ------ |
| 2007  |       | PS    | 9 500 112 | 25,87    | 2e       | 16 790 440 | 46,94   | 2e      | Battue |

### Primaires présidentielles
| Année | Parti   | Parti | 1er tour | 1er tour | 1er tour |
| Année | Parti   | Parti | Voix     | %        | Rang     |
| ----- | ------- | ----- | -------- | -------- | -------- |
| 2006  |         | PS    | 108 807  | 60,65    | 1re      |
| 2011  | 184 091 | PS    | 6,95     | 4e       |          |

### Élection au premier secrétariat du PS
| Année | Congrès | Congrès | 1er tour | 1er tour | 1er tour | 2d tour | 2d tour | 2d tour | Issue  |
| Année | Congrès | Congrès | Voix     | %        | Rang     | Voix    | %       | Rang    | Issue  |
| ----- | ------- | ------- | -------- | -------- | -------- | ------- | ------- | ------- | ------ |
| 2008  |         | Reims   | 57 424   | 42,45    | 1re      | 67 349  | 49,96   | 2e      | Battue |

### Élections législatives
| Année | Parti                       | Parti | Circonscription    | 1er tour | 1er tour | 2d tour | 2d tour | Issue |
| Année | Parti                       | Parti | Circonscription    | %        | Rang     | %       | Rang    | Issue |
| ----- | --------------------------- | ----- | ------------------ | -------- | -------- | ------- | ------- | ----- |
| 1988  |                             | PS    | 2e des Deux-Sèvres | 38,42    | 2e       | 50,57   | 1re     | Élue  |
| 1993  | 42,40                       | PS    | 2e des Deux-Sèvres | 1re      | 53,44    | 1re     | Élue    |       |
| 1997  | 49,11                       | PS    | 2e des Deux-Sèvres | 1re      | 61,82    | 1re     | Élue    |       |
| 2002  | 46,21                       | PS    | 2e des Deux-Sèvres | 1re      | 55,05    | 1re     | Élue    |       |
| 2012  | 1re de la Charente-Maritime | PS    | 32,03              | 1re      | 37,02    | 2e      | Battue  |       |

### Élections sénatoriales
Les résultats ci-dessous concernent uniquement les élections où elle est tête de liste.
| Année | Parti | Parti | Circonscription                 | Voix | %    | Rang | Sièges obtenus |
| ----- | ----- | ----- | ------------------------------- | ---- | ---- | ---- | -------------- |
| 2021  |       | DVG   | Français établis hors de France | 11   | 2,07 | 8e   | 0 / 6          |

### Élections régionales
Les résultats ci-dessous concernent uniquement les élections où elle est tête de liste.
| Année | Liste | Liste | Région           | 1er tour | 1er tour | 2d tour | 2d tour | Sièges obtenus |
| Année | Liste | Liste | Région           | %        | Rang     | %       | Rang    | Sièges obtenus |
| ----- | ----- | ----- | ---------------- | -------- | -------- | ------- | ------- | -------------- |
| 2004  |       | PS    | Poitou-Charentes | 46,29    | 1re      | 55,10   | 1re     | 37 / 55        |
| 2010  | 38,98 | PS    | Poitou-Charentes | 1re      | 60,61    | 1re     | 39 / 55 |                |

### Élections cantonales
| Année | Parti | Parti | Canton               | 1er tour | 1er tour | 2d tour | 2d tour | Issue |
| Année | Parti | Parti | Canton               | %        | Rang     | %       | Rang    | Issue |
| ----- | ----- | ----- | -------------------- | -------- | -------- | ------- | ------- | ----- |
| 1992  |       | PS    | La Mothe-Saint-Héray | 43,50    | 1re      | 51,04   | 1re     | Élue  |
| 1998  | 43,73 | PS    | La Mothe-Saint-Héray | 2e       | 48,38    | 2e      | Battue  |       |

### Élections municipales
Les résultats ci-dessous concernent uniquement les élections où elle est tête de liste.
| Année | Liste | Liste | Commune | 1er tour | 1er tour | 2d tour | 2d tour | Sièges obtenus |
| Année | Liste | Liste | Commune | %        | Rang     | %       | Rang    | Sièges obtenus |
| ----- | ----- | ----- | ------- | -------- | -------- | ------- | ------- | -------------- |
| 1995  |       | PS    | Niort   | 32,29    | 1re      | 32,09   | 3e      | 7 / 45         |

## Décorations
- Commandeur de l'ordre du Mérite maritime ex officio, en tant que ministre chargé des affaires maritimes[242]

### Ouvrages de Ségolène Royal
- Le Printemps des grands-parents : la nouvelle alliance des âges, Cogite-R. Laffont, Paris, 1987  (ISBN 2-221-05314-1) ; (France Loisirs, 1988)  (ISBN 2-7242-3948-2) ; (Presses pocket, 1989)  (ISBN 2-266-02730-1). (Broché)  (ISBN 978-2221053140)
- Le Ras-le-bol des bébés zappeurs, R. Laffont, Paris, 1989  (ISBN 2-221-05826-7)  (ISBN 978-2221058268). Note : La couverture porte en plus : « Télé-massacre, l'overdose ? » Sujet(s) : Télévision et enfants, Violence télévision. Au-delà de la dénonciation du système, cet ouvrage est un appel aux gestionnaires de chaînes de télévision pour que ce moyen de communication social soit mieux utilisé.
- Pays, paysans, paysages, R. Laffont, Paris, 1993  (ISBN 2-221-07046-1). (Broché)  (ISBN 978-2221070468) Sujet(s) : Environnement Protection, Politique de l'environnement, Développement rural. Les efforts faits en France par la ministre Ségolène Royal dans la lutte pour la protection de l'environnement.
- France. Assemblée nationale (1958-…), Commission des affaires étrangères, Rapport d'information sur les suites de la Conférence de Rio (Assemblée nationale, 1994) présenté par M. Roland Nungesser et Mme Ségolène Royal  (ISBN 2-11-087788-X).
- La Vérité d'une femme, Stock, Paris, 1996  (ISBN 2-234-04648-3).  (ISBN 978-2234046481) Une étude sur des problèmes sociaux contemporains et sur des solutions à apporter selon l'auteure; exemples : le désordre politique et une morale de l'action ; le désordre du chômage et la valorisation du travail ; le désordre de l'environnement et les métiers pour protéger la vie, etc.
- Désirs d'avenir, Flammarion, Paris, 2006  (ISBN 978-2080688057). Ségolène Royal revient sur sa carrière politique, ses sept années de chargée de mission à l'Élysée pendant la présidence de François Mitterrand. Elle propose une réflexion sur le pouvoir politique et son exercice.
- Parler du patrimoine roman : enjeux, démarches et mises en œuvre : actes de la première université d'automne des professionnels de la médiation du patrimoine, abbaye royale de Saint-Jean d'Angely, 17-19 octobre 2005 / [organisée par la Région Poitou-Charentes et le Centre de culture européenne] ; sous la direction de Ségolène Royal, L'Harmattan, Paris, 2006  (ISBN 978-2296015838)
- Maintenant, Hachettes littératures, Paris, 2007 (sous la dir. de Marie-Françoise Colombani), Hachette Littérature et Flammarion  (ISBN 978-2012372467). Dans ce livre d'entretien avec Marie-Françoise Colombani — le titre est une référence au Ici et maintenant de François Mitterrand sorti sur fond de campagne présidentielle victorieuse en 1981 —, Ségolène Royal détaille son projet « pour changer la France » et se livre à quelques confidences sur sa vie de couple et de mère. Elle y développe notamment les concepts de « démocratie participative » et d'« ordre juste » qui sont au cœur de sa campagne.
- Les Droits de l'Enfant, Dalloz, Paris, 2007  (ISBN 978-2247072590).  Ouvrage de vulgarisation juridique sur l'enfance et ses droits.
- Ma plus belle histoire, c'est vous, B. Grasset, Paris, 2007  (ISBN 978-2246736110). Elle revient sur sa campagne présidentielle, sa défaite, et elle annonce notamment avoir proposé un poste de Premier ministre à François Bayrou au cas où elle serait élue.
- Si la gauche veut des idées, B. Grasset, Paris, 2008. Avec Alain Touraine  (ISBN 978-2246744917).
- Femme debout, Denoël, Paris, 2009. Entretiens avec Françoise Degois, alors journaliste à France Inter  (ISBN 978-2207260982).
- Lettre à tous les résignés et aux indignés qui veulent des solutions, Plon, Paris, 2011  (ISBN 978-2259210553).
- Cette belle idée du courage[244], B. Grasset, Paris, 2013,  (ISBN 978-2246804598).
- Manifeste pour la justice climatique, Plon, 2017,  (ISBN 978-2259259422).
- Ce que je peux enfin vous dire, Fayard, 2018,  (ISBN 978-2213706023).
- Résilience française : sauvons notre modèle social, L'Observatoire, 2020.
- Refusez la cruauté du monde ! Le temps d’aimer est venu, éditions du Rocher, 2023.

### Ouvrages sur Ségolène Royal
- Cécile Amar et Didier Hassoux, Ségolène et François, Paris, Prive, 2005 (ISBN 2350760022).
- Daniel Bernard, Madame Royal, Paris, Jacob-Duvernet, 2005 (ISBN 2847240918).
- Marie Malouines et Carl Meeus, La madone et le culbuto, ou, L'inlassable ambition de Ségolène Royal et François Hollande, Paris, Fayard, 2006 (ISBN 9782213623542)
- Cassandre, La prétendante : Le livre qui la révèle, Paris, P. Rey, 2006 (ISBN 2848760745) Sujet : critique de Ségolène Royal par un(e) proche écrivant sous un pseudo. Il révèle que Ségolène Royal aurait plagié en 1996 les 10 commandements de Bernard Poignant, proche de Lionel Jospin[245].
- Philippe Alexandre, Les éléphants malades de la peste, Paris, Albin Michel, 2006 (ISBN 9782226172693)
- Maurice Séveno, Ségolène à la plage, Paris, Méditions Coprah, 2006 (ISBN 9782912187178)
- Marie-Monique Robin, L'école du soupçon : les dérives de la lutte contre la pédophilie, Paris, La Découverte, 2006 (ISBN 9782707146755)
- François Moulin, Ségolène Royal, un destin français, Strasbourg, La Nuée bleue, janvier 2007 (ISBN 9782716502450)
- Evelyne Pathouot, Ségolène Royal, ombre & lumière : témoignage, Paris, Michalon, 2007 (ISBN 2841863948)
- Éric Besson, Qui connaît madame Royal? : entretien avec Claude Askolovitch, Paris, Grasset, 2007 (ISBN 2246726514)
- Raphaëlle Bacqué et Ariane Chemin, La Femme fatale, Paris, Éditions Albin Michel, 2007 (ISBN 9782226179296)
- Guillaume Bachelay, Désert d’avenir : le Parti socialiste 1983-2007, L'Encyclopédie du socialisme, 2007
- Jacques Mazeau, Merci Madame Royal, Éditions Hors commerce
- Marie-Noëlle Lienemann, Au revoir Royal, Librairie académique Perrin
- Lionel Jospin, L'Impasse, Éditions Flammarion, 2007
- Claude Fouchier, Ségolène, l'électron libre, chroniques picto-charentaises, comment elle gouverne la région Poitou-Charentes, [Éditions Anne Carrière], 2006
- Patrick Menucci, Ma candidate, récit du directeur adjoint de campagne présidentielle de Ségolène Royal, [Éditions Albin Michel], 2007
- François Rebsamen, De François à Ségolène, entretien avec Philippe Alexandre, récit du codirecteur de campagne présidentielle de Ségolène Royal, [Édition Fayard], 2007
- Aymeric Mantoux et Benoist Simmat, Ségolène Royal : la dame aux deux visages, Paris, L'Archipel, 2006 (ISBN 9782841878666)
- Christine Courcol et Thierry Masure, Ségolène Royal : les coulisses d'une défaite, Paris, Archipel, 2007 (ISBN 9782841879588)
- Jean-François Macaire et Ségolène Royal (postface), En route pour le vrai changement : Elle la fait en région, Albi, un Autre reg'art, 15 juin 2011 (ISBN 978-2-916534-88-6 et 2-916534-88-1)
- E. R. Éleuthère, De quoi Ségolène Royal est-elle le nom ? : introduction au ségolénisme, Cergy, ILV éd, septembre 2011 (ISBN 9782352094562)
- Evelyne Pathouot, Au-dessus des lois : mes douze années de procédure contre Ségolène Royal, Paris, Éditions Michalon, octobre 2011 (ISBN 9782841865567)
- Anna Cabana et Anne Rosencher, Entre deux feux, Grasset, 2012  (ISBN 978-224-680287-7)
- Sylvain Courage, L'ex, Paris, Éditions du Moment, 2012 (ISBN 9782354171629)
- Robert Belleret, Ségolène Royal L'Espérance empêchée in Portraits sur le vif, Amazon éditeur, avril 2014
- Patrick Guilloton, La princesse Royal, éditions du Cherche Midi, 2016.
- Wicem Gindrey (Marianne-Ségolène Gindrey) L'écologie c'est le social, édition Lulu.com, 2015

### Documentaires
- Gérard Miller et Anaïs Feuillette, Ségolène Royal, la femme qui n'était pas un homme, Deux cafés l'addition - Morgane Production, diffusé le 15 juin 2015 sur France 3.
- Katsuhiro Harada, Ségolène Royal : la femme qui n'était pas Devil, Les douces pommes de Breizh - Françoise Production, diffusé le 02 avril 2017 sur France Culture.

### Fictions
- Le rôle de Ségolène Royal est interprété, à travers le personnage de Caroline Séguier, par l'actrice française Élodie Navarre dans le téléfilm en deux épisodes L'École du pouvoir, du réalisateur haïtien Raoul Peck, diffusé les 19 et 26 janvier 2009 sur Canal+.
- Dans le film Potiche, sorti en 2010, le réalisateur et cinéaste français François Ozon s'inspire librement de Ségolène Royal pour le rôle de Suzanne Pujol, interprété par l'actrice française Catherine Deneuve[246],[247].